# Рамон (певец)
Рамо́н дель Касти́льо Пало́п (исп. Ramón del Castillo Palop), известный также как Рамон (исп. Ramón); род. 1985) — испанский певец, представитель Испании на конкурсе песни Евровидение 2004.

## Биография
Рамон родился 3 мая 1985 года в городе Лас-Пальмас-де-Гран-Канария архипелага Канарские острова. Он один из трёх детей в семье. Карьера певца началась после того, как он стал победителем местного отборочного тура для конкурса песни «Евровидение». Это был первый музыкальный успех у молодого исполнителя, давший ему возможность представлять свою страну на международном уровне.
14 мая 2004 года певец выступил на песенном фестивале, проходившем в Стамбуле (Турция), с песней «Para llenarme de ti». Участие Рамона на конкурсе было относительно успешным: получив 87 баллов, он финишировал десятым.
Дебютный альбом «Es así», выпущенный музыкантом в том же году, стал шестым по версии «Spain Album Chart». Следующий музыкальный альбом, «Cambio de sentido», был выпущен двумя годами спустя. Сейчас исполнитель находится в «творческом отпуске», периодически выпуская отдельные песни и синглы.

## Дискография
- Es así (2004)
- Cambio de sentido (2006)